# Eva Crackles
Florence Eva Crackles (née le 23 janvier 1918 à Hull et morte le 14 juillet 2007) est une botaniste et enseignante britannique, connue pour ses travaux de floristique et de phytogéographie.

## Biographie
Née à la fin de la Première Guerre mondiale d'un père sans emploi qui lui communique son amour de la nature, Eva Crackles décroche à 22 ans un Bachelor of science en mathématiques et chimie et entame, en 1941, une carrière d'enseignante dans sa ville natale de Hull, où elle deviendra responsable de l'enseignement de la biologie à l'école Malet Lambert (en). Dès ce moment, elle devient membre du Hull Scientific and Field Naturalists Club et, deux ans plus tard, du Yorkshire Naturalists Union.
À l'origine partagée entre l'ornithologie et la botanique, elle délaisse les oiseaux à partir de 1950 pour se concentrer sur l'étude de la flore qui recolonise les sites détruits par les bombardements autour de la ville. Ses conférences et ses observations publiées dans le Hull Daily Mail sous le titre « Crackles Country » lui permettent d'entrer à la Botanical Society of the British Isles et d'y devenir responsable pour le SE du Yorkshire. C'est ainsi qu'elle participe activement à la préparation de l’Atlas of the British Flora et coordonne l'activité des botanistes locaux.
Elle entame aussi une collaboration avec l'université de Hull, sous la direction de Ronald Good, où elle mène des recherches sur la taxonomie et la biosystématique des populations des graminées Calamagrostis stricta et C. canescens et leur hybride observées le long du canal de Leven (en), recherches qui la conduiront à présenter, en 1978, un master en sciences.

## Œuvres
- The Flowering Plants of Spurn, Hull Academic Press, 1986.
- Flora of the East Riding of Yorkshire, Hull Academic Press, 1990,  (ISBN 978-0859584876).

## Honneurs et hommages
- Ordre de l'Empire britannique à titre civil

Eva Crackles est élue membre de la Linnean Society of London en 1966 ; en 1991, l'université de Hull lui décerne le titre de Docteur honoris causa et en 1992, elle reçoit le titre de membre de l'Ordre de l'Empire britannique (MBE).
En 2018, à l'occasion de la Journée internationale des femmes, la ville de Hull a inauguré une plaque commémorative en hommage à Eva Crackles,.

## Héritage
L'herbier d'Eva Crackles est conservé au Hull Museum.
The Crackles Bequest Project mené à l'université de Hull et centré sur la botanique de terrain a pu être lancé grâce à un legs d'Eva Crackles.
Eva Crackles a aussi légué au Yorkshire Wildlife Trust une somme qui a permis à l'association d'acquérir des prairies calcaires dans l'est du Yorkshire afin de les préserver